# Cleora kobeensis
Cleora kobeensis är en fjärilsart som beskrevs av Eugen Wehrli 1943. Cleora kobeensis ingår i släktet Cleora och familjen mätare. Inga underarter finns listade i Catalogue of Life.